# Circuit de la Sarthe 2015
El Circuit de la Sarthe 2015 fou la 63a edició del Circuit de La Sarthe. La cursa es disputà en quatre etapes, una d'elles dividida en dos sectors, entre el 7 i el 10 d'abril de 2015, amb inici a Sablé-sur-Sarthe i final a Le Lude. La cursa formava part de l'UCI Europa Tour, amb una categoria 2.1.
El vencedor final fou el lituà Ramūnas Navardauskas (Cannondale-Garmin), que repetí el triomf de l'any anterior. Els italians Manuele Boaro (Tinkoff-Saxo) i Adriano Malori (Movistar Team) completaren les places de podi. Navardauskas va aconseguir la victòria sense guanyar cap etapa.
En les altres classificacions, Louis Meintjes (MTN-Qhubeka) guanyà la muntanya, Nacer Bouhanni (Cofidis) els punts, Sven Erik Bystrøm (Team Katusha) la de joves i el Cannondale-Garmin la classificació per equips.

## Equips
L'organització comunicà la llista dels 16 equips convidats l'11 de febrer de 2014. D'aquests, sis eren World Tour i deu equips continentals professionals:
- equips World Tour: AG2R La Mondiale, Cannondale-Garmin, FDJ, Team Katusha, Movistar Team, Team Tinkoff-Saxo
- equips continentals professionals: GW Erco Shimano, Bretagne-Séché Environnement, Cofidis, Colombia, Cult Energy, Team Europcar, MTN Qhubeka, Roompot, Topsport Vlaanderen-Baloise, Wanty-Groupe Gobert

## Etapes
| Etapa | Data       | Recorregut                           |                           | Km    | Vencedor d'etapa     | Líder de la general        | Ref.  |
| ----- | ---------- | ------------------------------------ | ------------------------- | ----- | -------------------- | -------------------------- | ----- |
| 1a    | 7 d'abril  | Sablé-sur-Sarthe - Varades           | Etapa plana               | 188,2 | Nacer Bouhanni (FRA) | Nacer Bouhanni (FRA)       | [ 3 ] |
| 2a A  | 8 d'abril  | Varades - Angers                     | Etapa plana               | 83,9  | Anthony Roux (FRA)   | Anthony Roux (FRA)         | [ 4 ] |
| 2a B  | 8 d'abril  | Angers - Angers                      | Contrarellotge indiviudal | 6,8   | Adriano Malori (ITA) | Adriano Malori (ITA)       | [ 5 ] |
| 3a    | 9 d'abril  | Angers - Pré-en-Pail                 | Etapa trencacames         | 190,3 | Manuele Boaro (ITA)  | Manuele Boaro (ITA)        | [ 6 ] |
| 4a    | 10 d'abril | Le Mans (Abadia de l'Épau) - Le Lude | Etapa plana               | 178,5 | Nacer Bouhanni (FRA) | Ramūnas Navardauskas (LTU) | [ 1 ] |

## Classificació final
|    | Ciclista                   | Equip                        | Temps       |
| -- | -------------------------- | ---------------------------- | ----------- |
| 1  | Ramūnas Navardauskas (LTU) | Cannondale-Garmin            | 15h 47' 13" |
| 2  | Manuele Boaro (ITA)        | Team Tinkoff-Saxo            | + 01"       |
| 3  | Adriano Malori (ITA)       | Movistar Team                | + 04"       |
| 4  | Tiago Machado (POR)        | Team Katusha                 | + 07"       |
| 5  | Nathan Haas (AUS)          | Cannondale-Garmin            | + 09"       |
| 6  | Steven Cummings (GBR)      | MTN Qhubeka                  | + 12"       |
| 7  | Jan Bakelants (BEL)        | AG2R La Mondiale             | + 20"       |
| 8  | Arthur Vichot (FRA)        | FDJ                          | + 21"       |
| 9  | Pierrick Fédrigo (FRA)     | Bretagne-Séché Environnement | + 24"       |
| 10 | Aleksei Tsatévitx (RUS)    | Team Katusha                 | + 26"       |

## Evolució de les classificacions
| Etapa  | Vencedor       | Classificació general | Classificació per punts | Classificació de la muntanya | Classificació dels joves | Classificació per equips |
| ------ | -------------- | --------------------- | ----------------------- | ---------------------------- | ------------------------ | ------------------------ |
| 1      | Nacer Bouhanni | Nacer Bouhanni        | Nacer Bouhanni          | Jacques Janse van Rensburg   | Thomas Boudat            | Cannondale-Garmin        |
| 2      | Anthony Roux   | Anthony Roux          | Nacer Bouhanni          | Jacques Janse van Rensburg   | Quentin Jaurégui         | Europcar                 |
| 3      | Adriano Malori | Adriano Malori        | Nacer Bouhanni          | Jacques Janse van Rensburg   | Michael Valgren          | Movistar                 |
| 4      | Manuele Boaro  | Manuele Boaro         | Nacer Bouhanni          | Louis Meintjes               | Jay McCarthy             | Cannondale-Garmin        |
| 5      | Nacer Bouhanni | Ramūnas Navardauskas  | Nacer Bouhanni          | Louis Meintjes               | Sven Erik Bystrøm        | Cannondale-Garmin        |
| 0Final | 0Final         | Ramūnas Navardauskas  | Nacer Bouhanni          | Louis Meintjes               | Sven Erik Bystrøm        | Cannondale-Garmin        |